# Puntius melanomaculatus
Puntius melanomaculatus är en fiskart som beskrevs av Deraniyagala, 1956. Puntius melanomaculatus ingår i släktet Puntius och familjen karpfiskar. Inga underarter finns listade i Catalogue of Life.